# Antoine Viox
Antoine Viox est un homme politique français né le 16 mars 1803 à Lunéville (Meurthe) et décédé le 27 juin 1874 à Versailles (Seine-et-Oise).

## Biographie
Républicain dès 1830, il est élu conseiller municipal de Lunéville en 1840 et s'occupe d'instruction publique. Opposant libéral à la Monarchie de Juillet, il est sous commissaire du gouvernement à Lunéville en 1848 puis maire de la ville mais quitta rapidement ce poste pour devenir commissaire-adjoint à la sous-préfecture. Il est élu député de la Meurthe de 1848 à 1849, siégeant à gauche. Il est arrêté quelques jours après le coup d'État du 2 décembre 1851 et s'exile en Belgique avec son fils Camille Viox. Il revient en France et il est présenté comme candidat d'opposition en 1869. Il co-fonde Le Progrès de l'Est et le Comité républicain de Nancy et participe à la campagne pour le « non » lors du plébiscite du 8 mai 1870. Après la proclamation de la République le 4 septembre 1870, il est de nouveau élu député de Meurthe-et-Moselle en 1871, siégeant à la Gauche républicaine mais décède le 27 juin 1874 à Versailles.

## Sources
- « Antoine Viox », dans Adolphe Robert et Gaston Cougny, Dictionnaire des parlementaires français, Edgar Bourloton, 1889-1891 [détail de l’édition]
- Jean El Gammal, François Roth et Jean-Claude Delbreil, Dictionnaire des Parlementaires lorrains de la Troisième République, Serpenoise, 2006 (ISBN 2-87692-620-2 et 978-2-87692-620-2, OCLC 85885906, lire en ligne), p. 186-187